# Livländska dragonskvadronen (A.J. von Schlippenbach)
Livländska dragonskvadronen var ett värvad svensk dragonskvadron under stora nordiska kriget 1700–1721. Skvadronen skall inte förväxla med andra livländska förband och regementen under samma tid.

## Historia
Skvadronen sattes upp genom värvning i Livland år 1701 och bestod av 200 dragoner. Enligt en kapitulation av 3 juni 1703 skulle skvadronen utvecklas till ett regemente på 12 kompanier. Skvadronen tillhörde Schlippenbachs armé och avgick år 1705 under Skoghs befäl till Lewenhaupts armé, men befann sig år 1706 i södra Estland och i början av 1708 i Livland. Medföljde till Ukraina. Fånget efter Poltava.

## Förbandschefer
- 1701-1706: A.J. von Schlippenbach
- 1706-1709: G.R. Skogh (stupade vid Ljesna)

## Övriga källor
- Höglund, Lars-Eric. Sallnäs, Åke. Stora Nordiska Kriget 1700-1721. Acedia Press, Karlstad 2000. Sid. 86.
- Larsson, Anders, Karolinska uniformer och munderingar åren 1700-1721 s. 108–128. Jengel Förlag Östersund 2022. ISBN 978-91-88573-43-8